# Pre Rup
Pre Rup (kmerski za "Okret tijela") je kmerski hram u Angkoru, Kambodža. Izgradio ga je kralj Rajendravarman 961. godine kao hinduistički hram posvećen Šivi, na mjestu starijeg ašrama koji je izgradio kralj Yasovarman I. Ime mu potječe od kmerskog vjerovanja da se prilikom pogreba u središnjem hramu pepeo pokojnika ritualno rotirao u različitim smjerovima tijekom procesije.
Hram se nalazi 1.200 metara južno od isušenog Istočnog Baraya (kmerskom vještačkom bazenu), orijentiran u osi sjever-jug, točno u pravcu s još jednim hramom kralja Rajendravarmana, Mebonom, koji se nalazi na vještačkom otoku u samom središtu baraya.
Hram je izgrađen u stilu Pre Rupa s dva koncentrična kvadratična obzida (vanjski 117 x 127 m) i svetištem na tri terase, od trajnih materijala: pješčenjaka, opeke, laterita i štuko ukrasa. Četiri vanjske gopure (monumentalni portali) imaju križni tlocrt s tri središnje prostorije od opeke s dva neovisna prolaza, te predvorjima s obje strane od pješčenjaka. S obje strane istočnog gopura nalaze se tri tornja u pravcu sjever-jug, koje je izgradio kasnije vjerojatno kralj Jayavarman V. Nadalje, uz put koji vodi do terase svetišta s obje strane nalaze se "knjižnice" i duge galerije ukrašene bareljefima. Na sredini kvadratične terase, promjera 50 m, nalazi se 35 m visok središnji toranj (prasat), okružen s dva manja s obje strane. Tornjevi su od opeke s vidljivim ožiljcima gdje su nekad bile raskošne štuko dekoracije. Središnji u svojoj bazi ima 12 koncentrično poredanih simetričnih svetišta. Od mnogih raznolikih skulptura najznamenitiji su Lakšmi na jugozapadnom tornju, Uma na sjeverozapadnom tornju, Višnu na jugoistočnom tornju, te Šiva na sjeveroistočnom tornju.
Od 1992. godine, Pre Rup je, kao dio Angkora, na popisu svjetske baštine UNESCO-a.
- Tlocrt hrama
- Pre Rup
- Ulaz iznutra
- Uspon do svetišta
- Središnji tornjevi

## Vanjske poveznice
- M.A.Sullivanove fotografije hrama Pre Rup na stranicama Sveučilišta Bluffton (SAD) (engl.)